# Heinrich Wilkens

Heinrich Wilkens

Heinrich Wilkens (* 25. Juni 1881 in Nauen; † 9. Juli 1948 in Berlin-Wilmersdorf) war ein deutscher Geistlicher und Politiker (Zentrum).

## Leben und Wirken
Nach dem Besuch der Volksschule, des Matthiasgymnasiums in Breslau und des Gymnasiums in Norden in Ostfriesland studierte Wilkens Theologie an der Universität Breslau. Nach der Priesterweihe 1905 wurde er als Kaplan in mehreren Gemeinden beschäftigt. So war er in Zobten, Breslau, Wansen, Sagan, Berlin und Steinau in Oberschlesien. Anschließend war er Kuratus in Seitwann bei Guben, bevor er im Januar 1916 Pfarrer in Dittersbach im niedersächsischen Kreis Sagan wurde.
Spätestens nach dem Ersten Weltkrieg begann Wilkens sich verstärkt in der katholischen Zentrumspartei zu engagieren. 1921 wurde er Mitglied des Kreistages von Sagan. Von Mai 1924 bis September 1930 saß er drei Wahlperioden lang als Abgeordneter im Reichstag, in dem er den Wahlkreis 8 (Liegnitz) vertrat.
Wilkens, der sich besonders auf dem Gebiet der Jugendpflege betätigte, war ferner Mitglied des Vorstandes des Zentralverbandes der katholischen Kinderhorte und des Verbandes für schulische Kinderpflege. Außerdem gehörte er dem Hauptvorstand der kommunalpolitischen Vereinigung der Zentrumspartei an.